# برنس باول
برنس باول (بالإنجليزية: Prince Paul)‏ هو منتج أسطوانات وملحن ودي جيه أمريكي، ولد في 2 أبريل 1967 في أميتيفيل في الولايات المتحدة.

## وصلات خارجية
- برنس باول على موقع IMDb (الإنجليزية)
- برنس باول على موقع ميوزك برينز (الإنجليزية)
- برنس باول على موقع إن إن دي بي (الإنجليزية)
- برنس باول على موقع أول ميوزيك (الإنجليزية)
- برنس باول على موقع ديسكوغز (الإنجليزية)
- برنس باول على موقع قاعدة بيانات الفيلم (الإنجليزية)